# Estació de trens de Mamer-Lycée
L'Estació de trens de Mamer-Lycée (en luxemburguès: Gare Mamer Lycée; en francès: Gare de Mamer Lycée, en alemany:  Bahnhof Mamer Lycée) és una estació de trens que es troba a Mamer al sud-oest de Luxemburg Porta el nom de Mamer Lycée, ja que va ser especialment construïda per servir al Liceu Tècnic Josy Barthel. La companyia estatal propietària és Chemins de Fer Luxembourgeois. L'estació està situada en el ramal ferroviari de la línia 50 CFL, que connecta la ciutat de Luxemburg amb l'oest del país i la ciutat belga d'Arlon.

## Servei
Mamer-Lycée rep els serveis ferroviaris pels trens de Regional Express (RE) i Regionalbahn (RB) amb relació a la línia 50 CFL entre Ciutat de Luxemburg i Kleinbettingen, o Arlon i Marbehan a Bèlgica.